# 小行星10970
小行星10970（10970 de Zeeuw）是一颗绕太阳运转的小行星，为主小行星带小行星。该小行星于1973年9月29日发现。

## 轨道参数
小行星10970的轨道半长轴为2.7186248 UA，离心率为0.134。